# Jes
Jes was een Vlaamse televisieserie, die werd uitgezonden door VTM. De productie startte in oktober 2008 en liep tot februari 2009. De reeks verscheen van 25 maart 2009 tot 17 juni van dat jaar op het scherm.
In juli 2009 kondigde de krant Het Laatste Nieuws aan dat VTM ondanks tegenvallende kijkcijfers toch een tweede seizoen van de reeks bestelde. In oktober van dat jaar werd uiteindelijk beslist om het project stop te zetten.
De eerste aflevering haalde 496.500 kijkers, de rest van de kijkcijfers ging in een overwegend dalende trend.
Van 10 april 2013 tot 3 juli 2013 werd de reeks herhaald op Vitaya.

## Verhaal
Jes gaat over een jonge dertiger (Lotte Heijtenis) die besluit haar leven over een andere boeg te gooien wanneer haar dominante partner Gert (Axel Daeseleire) zonder haar veel inspraak te gunnen, besluit in te gaan op een aanbod te gaan werken in China en samen met haar naar daar te verhuizen. Pas bij het vertrek op de luchthaven maakt ze haar keuze achter te blijven. Ze wordt opgevangen door haar zus Michelle (Kadèr Gürbüz) en haar vrienden Luc (Koen De Graeve), een niet erg succesvolle maar sociaal bewogen advocaat, en John (Johan Heldenbergh), die als taxichauffeur zijn brood verdient. Ook leert ze de wat excentrieke Sofia (Pascale Platel) kennen die haar opmontert.
Eerst logeert ze enkele dagen bij Luc in Brussel, maar al snel beslist ze in de stad op zoek te gaan naar een eigen woning en naar daar te verhuizen. Alleen vallen de huurprijzen tegen. Michelle kan haar tijdelijk plaatsen in een van de leegstaande appartementen die in de portefeuille zitten van haar echtgenoot, makelaar Arnaud Schietecatte (Wim Danckaert), maar Arnaud maakt al snel duidelijk dat dit niet kan blijven duren. De oplossing wordt gevonden wanneer Sofia en Jes de huurprijs van het oorspronkelijk gebruikte appartement door hun twee kunnen delen door samen te gaan wonen.
In het gebouw leert Jes de onderbuurman Felix (Wouter Hendrickx), uitbater van een tweedehands boekhandel in de stad, kennen. Eerst is de relatie erg stroef, maar later springt toch de vonk over. Wanneer Gert voor de begrafenis van zijn moeder toch terug naar België komt, lijkt het even erop dat de brokken tussen Gert en Jes gelijmd kunnen worden, maar ze ontdekt al snel dat hij eigenlijk nog geen haar veranderd is, en dat kijkend naar zijn vader daar ook weinig kans voor is.
Sofia dwarrelt door het verhaal en smijt met haar originele ideeën regelmatig het leven van haar vrienden overhoop. De homo John scharrelt van man tot man, maar vindt op een onverwacht moment toch een stabiele relatie met een vriend, en zet eindelijk de stap dit ook aan zijn familie te melden. Door de problemen in de relatie van Arnaud en Michelle, begint deze laatste een seksuele relatie met Luc. Die duurt tot Luc een illegale vluchtelinge opvangt en zogezegd uit humanitaire overwegingen, aankondigt met deze laatste een schijnhuwelijk af te sluiten om haar toestand te regulariseren.
Brusselse stadsbeelden bepalen de setting van de serie.
Een tweede seizoen werd eerst aangekondigd maar uiteindelijk afgelast, wat op zich geen probleem was. Seizoen 1 stopte met een open einde, maar toch was het verhaal van Jes als een afgesloten hoofdstuk verteld. Toch konden enkele vragen in seizoen 2 worden beantwoord: Van wie is Michelle zwanger? Houdt ze het kind en hoe reageren haar kinderen op de zwangerschap? Kan Johnny blijven omgaan met het bedrog van John of is een breuk uiteindelijk onvermijdelijk? Kan Sofia blijven wonen in het appartement nu Jes bij Felix is gaan wonen? Kan Jes trouw blijven aan Felix of kan ze het avontuur niet achter laten?

## Rollen

### Hoofdrollen
- Lotte Heijtenis - Jes Jacobs
- Pascale Platel - Sofia Mann
- Kadèr Gürbüz - Michelle Jacobs
- Koen De Graeve - Luc De Wilde
- Johan Heldenbergh - John Gillis

### Bijrollen
- Wouter Hendrickx - Felix Bolle
- Wim Danckaert - Arnaud Schietecatte
- Seth Van der Slycken - Marcel Bolle
- Charlotte De Wulf - Charlotte Schietecatte
- Ziggy Moens - Gregory Schietecatte
- Axel Daeseleire - Gert
- An Miller - An
- Erico Salamone - Johnny

### Gastacteurs
- Norman Baert - Remco
- Stefaan Van Brabandt - Verkoper
- Mieke Verdin - Mevr. De Beuckelaere
- Steve Aernouts - Jan
- Veerle Malschaert - Reporter Tv Brussel
- Hilde Wils - Schooldirectrice
- Alice Toen - Oud vrouwtje
- Tiago Da Fonseca Belchior - Portugese danser
- Tibo Vandenborre - Stalker
- Clara Van den Broek - Patricia
- Mark Vandenbos - Meester De Lesseps
- Kristine Van Pellicom - Uroloog
- Hans De Munter - Jean-Luc
- Maaike Neuville - Manon
- Jakob Beks - Plastisch chirurg
- Emilie De Roo - Carla Joos
- Tania Van der Sanden - Gerts tante
- Arnold Willems - Gerts vader
- Elke Dom - Relatietherapeut
- Aida Mussach - Rosita
- Robin Faure - Miss Banks
- Peter Marichael - Dokter
- e.a.

## Afleveringen
| Nr. | Aflevering            | Eerste uitzending |
| --- | --------------------- | ----------------- |
| 1   | De Grote Oversteek    | 25 maart 2009     |
| 2   | Ontnuchtering         | 1 april 2009      |
| 3   | Kapot Gemaakt         | 8 april 2009      |
| 4   | Feestje!              | 15 april 2009     |
| 5   | Zondag Seksdag        | 22 april 2009     |
| 6   | Gekelderd             | 29 april 2009     |
| 7   | Bloot Geven           | 6 mei 2009        |
| 8   | Leven na de Dood      | 13 mei 2009       |
| 9   | Betrapt               | 20 mei 2009       |
| 10  | Bloemetjes en Bijtjes | 27 mei 2009       |
| 11  | Ganz Toll             | 3 juni 2009       |
| 12  | Getuigen Gezocht      | 10 juni 2009      |
| 13  | En Nu?                | 17 juni 2009      |

## Trivia
- De serie Jes zou het imago van de Belgische hoofdstad Brussel moeten verbeteren.
- Jes is vooral opgenomen in de Brusselse randgemeente Schaarbeek.
- Van de serie verscheen in juni 2009 een dvd-box. Ook een begeleidend boek werd tijdens de uitzendperiode uitgebracht.